# Liste der Kulturdenkmäler in Münster-Sarmsheim
In der Liste der Kulturdenkmäler in Münster-Sarmsheim sind alle Kulturdenkmäler der rheinland-pfälzischen Ortsgemeinde Münster-Sarmsheim aufgeführt. Grundlage ist die Denkmalliste des Landes Rheinland-Pfalz (Stand: 3. April 2024).

## Denkmalzonen
| Bezeichnung             | Lage                                                   | Baujahr                            | Beschreibung | Bild            |
| ----------------------- | ------------------------------------------------------ | ---------------------------------- | --- | --------------- |
| Denkmalzone Kirchstraße | Münster, Kirchstraße 5, 8, 10, 14, Rheinstraße 53 Lage | zweite Hälfte des 19. Jahrhunderts | straßenbildkennzeichnendes Ensemble aus katholischer Pfarrkirche mit spätklassizistischem Schulhaus (heute Rathaus), um 1870, evangelischer Kirche und evangelischer Schule und dem dominierenden spätgründerzeitlichen katholischen Pfarrhaus von 1897 | Fotos hochladen |

## Einzeldenkmäler
| Bezeichnung                                 | Lage                                                                       | Baujahr                            | Beschreibung | Bild                           |
| ------------------------------------------- | -------------------------------------------------------------------------- | ---------------------------------- | --- | ------------------------------ |
| Brunnenkammer                               | Münster, Kirchstraße/Rheinstraße Lage                                      |                                    | Brunnenkammer mit Wasserleitung, wohl mittelalterlichen Ursprungs; Brunnenstube und Kanal | Fotos hochladen                |
| Evangelische Kirche                         | Münster, Kirchstraße 10 Lage                                               | 1866                               | Saalbau im Rundbogenstil, bezeichnet 1866, Architekt Carl Conradi, Bad Kreuznach | weitere Bilder Fotos hochladen |
| Villa                                       | Münster, Rheinstraße 20 Lage                                               | 1928/29                            | repräsentative Mansarddach-Villa, 1928/29, Architekt Kaster, Bingen; straßenbildprägend | Fotos hochladen                |
| Rathaus                                     | Münster, Rheinstraße 36 Lage                                               | 1520                               | ehemaliges Rathaus; spätgotischer Massivbau mit Hallenerdgeschoss, bezeichnet 1520 | Fotos hochladen                |
| Weinkellerei                                | Münster, Rheinstraße 37 Lage                                               | 1900                               | ehemaliges Weinkellereigebäude, eingeschossiger spätgründerzeitlicher Mansarddachbau, 1900 | Fotos hochladen                |
| Weingut Kruger-Rumpf                        | Münster, Rheinstraße 47 Lage                                               | 19. Jahrhundert                    | vollständig erhaltener Vierseithof, 19. Jahrhundert; klassizistischer Walmdachbau, bezeichnet 1878, Neben- und Wirtschaftsgebäude, um 1850 und 1890/92 | Fotos hochladen                |
| Katholische Pfarrkirche St. Peter und Paul  | Münster, Rheinstraße 53 Lage                                               | zweite Hälfte des 12. Jahrhunderts | romanischer Westturm aus der zweiten Hälfte des 12. Jahrhunderts, spätgotisches Langhaus nach der Mitte des 15. Jahrhunderts, Chor und Turmerhöhung 1504–11, neugotische Erweiterung zur zweischiffigen Halle 1894/95, Architekten Carl Rüdell und Richard Odenthal, Köln; außen am Seitenschiff Grabsteine; Umfriedung (Pfortestraße) um 1900 | weitere Bilder Fotos hochladen |
| Wohnhaus                                    | Münster, Rheinstraße 66 Lage                                               | um 1820/30                         | nachbarocker Krüppelwalmdachbau, um 1820/30 | Fotos hochladen                |
| Wohnhaus                                    | Münster, Rheinstraße 72 Lage                                               | um 1820                            | nachbarocker Krüppelwalmdachbau, wohl um 1820 | Fotos hochladen                |
| Kindergarten                                | Münster, Rheinstraße 73 Lage                                               | 1910                               | ehemalige katholische Schule, jetzt katholischer Kindergarten; Winkelbau im Heimatstil, Zierfachwerk, 1910; straßenbildprägend | Fotos hochladen                |
| Alter Friedhof                              | Münster, Rheinstraße, hinter Nr. 73 Lage                                   | um 1830/40                         | repräsentatives klassizistisches Friedhofstor, um 1830/40, hoher Torbogen mit kreuzbekrönter Attika, die für eine kleine Landgemeinde ungewöhnlich stattliche Anlage einzigartig im Kreisgebiet; Grabmäler: - Doppelgrab Eheleute Saladin Schmitt († 1857): zwei aufwendig skulptierte neugotische Stelen - Grabanlage Familie Kruger (um 1890/1900): kreuzbekrönte Granitstele und schmuckvolle Eisengittereinfriedung - Grabmal Familie August Mades (um 1900): galvanoplastische Figur einer Trauernden vor gebrochener Säule | weitere Bilder Fotos hochladen |
| Gasthof                                     | Münster, Römerstraße 3 Lage                                                | 1892                               | Gasthof und Weingut, stattlicher Backsteinbau, 1892, Kelterhaus und Nebengebäude | Fotos hochladen                |
| Altes Zollhaus                              | Münster, Zollstraße 3 Lage                                                 | 1704                               | zweiteilige barocke Baugruppe, teilweise Fachwerk, verputzt, bezeichnet 1704 | Fotos hochladen                |
| Hofanlage                                   | Münster, Zollstraße 6 Lage                                                 | 1753                               | im Kern barocker Dreiseithof; Krüppelwalmdachbau, bezeichnet 1753 und 1931 (Überformung im Heimatstil) | Fotos hochladen                |
| Turmruine Trutzbingen                       | Münster, nördlich des Ortes auf einem Schieferfelsen; Flur An der Lay Lage | 1493                               | auch Stumpfer Turm; halbe Schale eines Bruchsteinturms, 1493 | Fotos hochladen                |
| Wegekreuz                                   | Sarmsheim, Rheinstraße, am südlichen Ortseingang Lage                      | 1810                               | Wegekreuz, 1810 | Fotos hochladen                |
| Pumpwerk                                    | Sarmsheim, Rheinstraße 189/191 Lage                                        | 1909 ff.                           | ehemaliges Pumpwerk; einheitliche Baugruppe in jugendstilgefärbtem barockisierendem Heimatstil, 1909 ff., Architekt Jacob Damm, Bad Kreuznach | Fotos hochladen                |
| Kriegergedächtniskapelle                    | Sarmsheim, Saarstraße 1 Lage                                               | 1920er Jahre                       | Bossenquaderbau mit Spitzbogenarkaden, 1920er Jahre | weitere Bilder Fotos hochladen |
| Wohnhaus                                    | Sarmsheim, Saarstraße 20 Lage                                              | späteres 17. Jahrhundert           | Fachwerkhaus, wohl aus dem späteren 17. Jahrhundert | Fotos hochladen                |
| Katholische Kirche St. Alban und St. Martin | Sarmsheim, Saarstraße 42 Lage                                              | 1445                               | spätgotischer Saalbau und Chorturm von 1445, 1901/02 querschiffartig in neugotischen Saal einbezogen, Architekt Ludwig Becker, Mainz; ortsbildprägend | weitere Bilder Fotos hochladen |